# أونيكاتشي أوكافور
أونيكاتشي أوكافور (بالإنجليزية: Onyekachi Okafor)‏ هو لاعب كرة قدم نيجيري في مركز الهجوم، ولد في 2 يونيو 1994 في آبا في نيجيريا. لعب مع Doğan Türk Birliği ‏.

## وصلات خارجية
- أونيكاتشي أوكافور على موقع اتحاد تركيا (لاعب) (الإنجليزية)
- أونيكاتشي أوكافور على موقع Soccerway.com (الإنجليزية)